# Liste der FFH-Lebensraum-Indikatorarten
Diese Liste der Lebensraum-Indiktorarten in Europa zeigt die in Europa vorkommenden Lebensraumtypen gemäß Anhang I der Fauna-Flora-Habitat-Richtlinie (FFH-RL) und die zugehörigen Flora- und Fauna-Indikatoren-Arten. Bei Auftreten und nachgewiesenen Monitoring (Vorkommen) dieser Arten sollen die FFH-Gebiete nach Art der im Anhang I der FFH-Richtlinie aufgeführten natürlichen und naturnahen Lebensräume zugeordnet werden. Gemäß den Bestimmungen für die Erhaltung besondere Schutzgebiete im Natura 2000-Netzwerk sind sie den ausgewiesenen FFH-Gebieten zugehörig zu registrieren und nach den nationalen Besonderheiten sowie den arttypischen Anforderungen entsprechende Schutzmaßnahmen durchzuführen.

## Verwendung der Liste
Die Liste der Referenz-Pflanzen-Indikator-Arten (FRIS) und der charakteristischen Pflanzen- und Tierarten (CPAS) des Habitat-Typs ist keine Liste der Arten von gemeinschaftlichem Interesse gemäß Anhang II, IV und V der FFH-RL und auch keine rote Liste von bedrohten oder gefährdeten Arten der EU. Die Liste erhebt ebenfalls keinen Anspruch auf Vollständigkeit, die Zuordnung erfolgte lediglich anhand der angegebenen Quellen. Die aufgeführten Arten dienen dazu die entsprechenden Habitat-Typen gemäß Anhang I zu identifizieren und zu klassifizieren. Anhand der vorkommenden Arten können jeweils die Habitate/Lebensraumtypen bestimmt und zugeordnet werden, z. B. für die Angabe im Standarddatenbogen oder für die Bestimmung der notwendigen Schutzmaßnahmen.
Einige der aufgeführten Arten (insbesondere endemische) haben regional und national spezielle Monitoring-Programme, da sie für die speziellen Habitat-Typen entscheidend sind und die Entstehung des Lebensräume erst ermöglichen. Ein Beispiel dafür sind z. B. die Arten Seegras (Zostera marina) und Meeres-Salde (Ruppia maritima), welche für die Bildung und den Bestand der Lebensraumtypen 1110, 1130, 1150 und 1160 eine entscheidende Rolle spielen und deswegen unter besonderer Beobachtung stehen.